# Vincent R. Gray
Vicente Richard Gray (24 de março de 1922 – 14 de junho de 2018) foi um químico britânico.

## Carreira
E foi um dos fundadores da New Zealand Climate Science Coalition.
Gray foi destaque no Australian Broadcasting Corporation programa de Contraponto em um debate intitulado "Nove Mentiras sobre o Aquecimento Global", e foi entrevistado em uma história em destaque O New Zealand Herald como um "proeminente" aquecimento global cético.
Vicent morreu em 14 de junho de 2018, aos 96 anos.